# Kanutus Johannis
Kanutus Johannis, död 28 augusti 1496 i Söderköping, var en svensk franciskanmunk.
Kanutus Johannis var son till stockholmsborgaren Jens, hans mor var dotter till den tyske rådmannen i Stockholm Henrik Dingstede. Brodern Erik Jensson kom 1490 att bli borgmästare i Stockholm. Kanutus Johnnis inskrevs som broder inom Gråbrödraklostret i Stockholm vid universitetet i Greifswald 1467, studerade därefter i Strassburg och blev 1474 lektor vid klostret i Randers. Någon gång före 1476 återvände han till Stockholm som repetitor vid franciskanklostret där. 1476 blev han baccalarius sacre theologie i Lund och 1478 lektor vid franciskanklostret i Stockholm. Sixtus IV utsåg 1479 Kanutus Johannis till inkvisitor i Danmark, Sverige och Norge och anges 1482 som föreståndare för Stockholms kustodi av ordenprovincen Dacia 1482. Omkring 1484-1488 var han gardian för franciskanklostret i Stockholm, under en tid med behållande av befattningen som kustodi. Han omtalas åter som gardian 1490, 1491 och 1493. Han studerade för doktorsgrad vid Uppsala universitet 1492. 1495 utnämndes Kanutus Johannis till föreståndare för franciskanernas studium generale i Lund men vägrade motta befattningen och anslöt sig i stället till observanterna i Danmark. 1496 flydde han till Söderköpings konvent.
Kanutus Johannis var en flitig boksamlare och inköpte i Reval och flera av sina studieorter handskrifter och inkunabler som senare skänktes till Stockholms franciskankloster. Ett antal volymer i Uppsala universitetsbibliotek och Kungliga biblioteket är märkta med ett exlibris i form av en blå sköld med bomärke i vitt eller svart av bokstäverna KJ och har troligen tillhört honom.
Kanutus Johannis var även författare, kanske ingen framstående sådan men en av de få svenska namn som är kända från tiden. Han har författat ett antal brev och predikan om jungfru Marie avlelse. I Stockholms gråbrödraklosters diarium har han författat en minnesvers om hur Sankt Göran och draken ankom till Stockholm från Lübeck. 1490 författade han även ett lovtal till Jakob Ulfsson.